# 兰坪胡颓子
兰坪胡颓子（学名：Elaeagnus lanpingensis）为胡颓子科胡颓子属下的一个种。

## 扩展阅读
維基物種上的相關：兰坪胡颓子